# Dieter Lüst
Dieter Lüst (Chicago, 21 de setembro de 1956) é um físico alemão.

## Formação e carreira
Seus pais Reimar Lüst e Rhea Lüst também eram físicos. Estudou física de 1976 a 1982 na Universidade Técnica de Munique. Obteve um doutorado em 1985 na Universidade de Munique, orientado por Harald Fritzsch, com a tese Dynamische Massenerzeugung für Quarks und Leptonen. Após anos de pós-doutorado no Instituto de Tecnologia da Califórnia (Caltech) em Pasadena e no Instituto Max Planck de Física em Munique, trabalhou na Organização Europeia para a Pesquisa Nuclear (CERN) em Genebra, de 1988 a 1993 - e a partir de 1990 em diante como bolsista Heisenberg. Completou a habilitação em 1990 em Munique.
Em 1993 assumiu uma cátedra de teoria quântica de campos na Universidade Humboldt de Berlim. Em 2004 foi para a Universidade de Munique. É desde 1998 membro científico externo do Instituto Max Planck de Física Gravitacional em Golm e diretor do Instituto Max Planck de Física desde outubro de 2003.
Dieter Lüst trabalha com a teoria das cordas, bem como com problemas de teorias de calibre e gravidade. Em 2000 foi agraciado com o Prêmio Gottfried Wilhelm Leibniz da Deutsche Forschungsgemeinschaft.
É editor do periódico Fortschritte der Physik e co-editor do Journal of High Energy Physics (JHEP).
Recebeu o Prêmio Gay-Lussac Humboldt em 2005.

## Publicações selecionadas
- com Stefan Theisen: Lectures on String Theory (= Lecture Notes in Physics. No. 346). Springer, Berlin 1989, ISBN 3-540-51882-7.
- Intersecting brane worlds on Calabi-Yau orientifolds. Strings 2002, Vortragsfolien.
- com Ralph Blumenhagen und Johanna Erdmenger: Strings und Branen-Welten: einige Aspekte einer vereinheitlichten Theorie aller Wechselwirkungen. Max-Planck-Institut für Physik, Forschungsbericht 2005.
- Quantenfische. Die Stringtheorie und die Suche nach der Weltformel. Beck, München 2011, ISBN 978-3-406-62285-4; ergänzte Taschenbuchausgabe: Deutscher Taschenbuchverlag, Munique 2014, ISBN 978-3-423-34799-0.
- com Ralph Blumenhagen und Stefan Theisen: Basic Concepts of String Theory. Springer, Berlin 2013, ISBN 978-3-642-29496-9.
- com Matthias Bartelmann, Björn Feuerbacher, Timm Krüger, Andreas Wipf, Anton Rebhan: Theoretische Physik, Springer-Spektrum 2015 (com contribuições matemáticas de Florian Modler e Martin Kreh)
  - também em quatro volumes (Volume 1 Mechanik, Volume 2 Elektrodynamik, Volume 3 Quantenmechanik, Volume 4 Thermodynamik und Statistik) 2018

## Prêmios e condecorações
- 2000: Membro da Academia das Ciências de Berlim
- 2000: Prêmio Gottfried Wilhelm Leibniz da Deutsche Forschungsgemeinschaft
- 2006: Prêmio Gay-Lussac Humboldt
- 2012: ERC-Advanced Grant